# Tinocallis insularis
Tinocallis insularis är en insektsart. Tinocallis insularis ingår i släktet Tinocallis och familjen långrörsbladlöss. Inga underarter finns listade i Catalogue of Life.